# Râul Bega
Râul Bega (sârbă: Бегеј/Begej, maghiară: Béga) este un râu în România și Serbia. Izvorăște în Munții Poiana Ruscă. Traversează orașele Făget și Timișoara, pe teritoriul României și orașul sârbesc Zrenjanin. Se varsă în râul Tisa lângă localitatea Titel.
Râul Bega se formează prin unirea a două brațe Bega Luncanilor și Bega Poieni în dreptul localității Curtea. În continuare râul trece prin localitățile Margina, Făget, Răchita, Mănăștiur, Leucușești, Bethausen, Cutina, Bodo Balinț.
În amonte de localitatea Chizătău debușează în râul Bega canalul Coșteiu-Chizătău de deviere a debitelor din Timiș. Râul trece apoi prin localitățile Chizătău și Topolovățu Mic. Imediat în aval de Topolovățu Mic apele mari ale râului Bega sunt deviate în spre râul Timiș prin derivația Topolovăț-Hitiaș.
În aval de Topolovățu Mic, cursul râului Bega este complet canalizat (vezi Canalul Bega). Fosta albie a râului Bega este colmatată în partea amonte. Aproximativ în aval de Timișoara albia a fost menținută sub denumirea de Bega Veche (pe alocuri fiind folosită și denumirea de Bega Bătrână) și a fost în mare parte reprofilată pentru drenarea zonei situate la nord de canalul Bega. Pe o porțiune de 1,9 km râul marchează frontiera româno-sârbească.

## Istorie
Construcția canalului Bega, sub tutela contelui Claudius Florimund Mercy (1666–1734) a fost o realizare semnificativă a epocii respective. Înainte de canalizare râul Bega alimenta zonele mlăștinoase din vest. Uscarea acestor mlaștini s-a făcut din motive strategice, economice, și nu în ultimul rând de sănătate. 

## Galerie

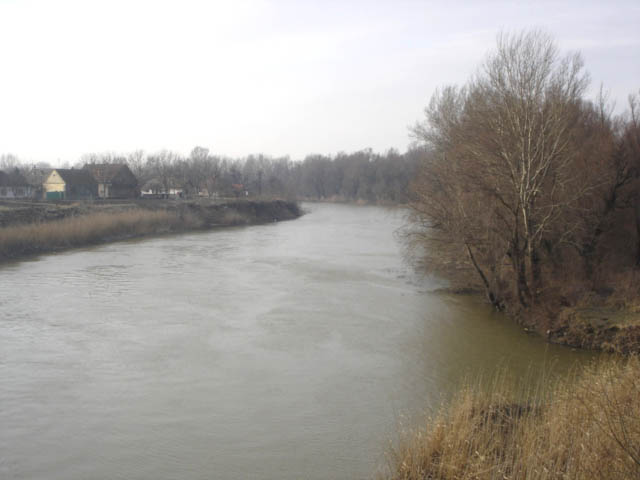
Bega lângă Ečka, Serbia
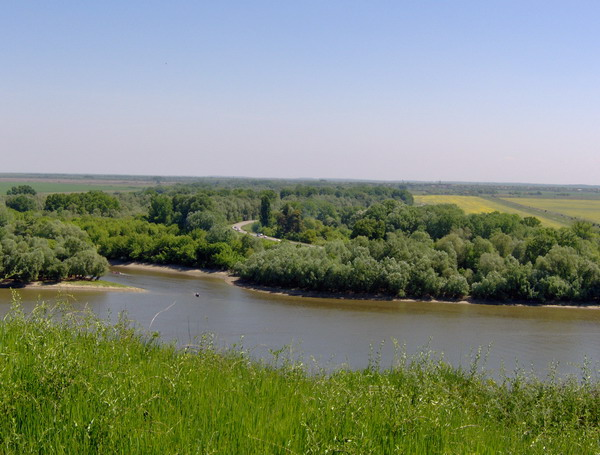
Vărsarea în Tisa, lângă Titel
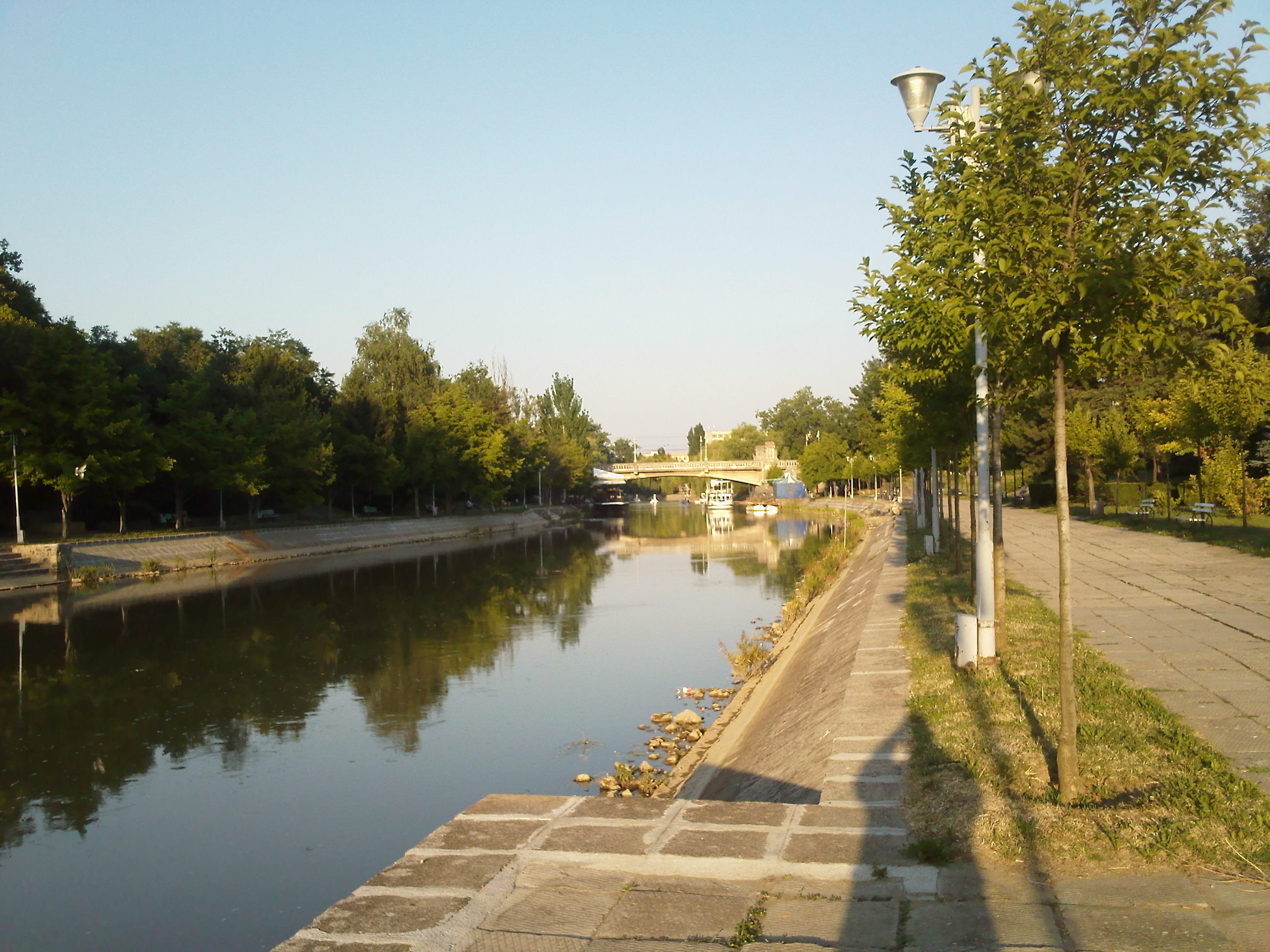
Canalul Bega în Timișoara

#### Hărți
- Harta munții Poiana Rusca  Arhivat în 12 martie 2010, la Wayback Machine.
- Harta județul Timiș